# Erik Ahlstrand
Erik Melker Ahlstrand (14 ottobre 2001) è un calciatore svedese, centrocampista del St. Pauli.

## Carriera
A livello giovanile si è diviso tra i settori giovanili dell'IF Leikin e, a partire dal 2011, dell'Halmstad, la principale squadra locale.
Nel 2019 ha collezionato le prime 24 presenze in campionato in prima squadra, giocando titolare in gran parte di esse. Nella Superettan 2020, che ha visto l'Halmstad assicurarsi la promozione, Ahlstrand ha accumulato 26 presenze partendo però titolare solo in 6 di esse. L'Allsvenskan 2021 è stato dunque il suo primo campionato trascorso nella massima serie svedese, annata in cui ha giocato 18 partite di cui 4 da titolare. La permanenza in Allsvenskan è stata tuttavia breve, vista la retrocessione che ha portato il giocatore e il club a militare nuovamente in Superettan nel 2022. La risalita nella massima serie è stata tuttavia immediata, grazie al secondo posto nel campionato di Superettan 2022 in cui Ahlstrand ha giocato titolare tutte e 30 le partite in calendario, aggiungendo una rete e 4 assist. Si è messo in luce anche nel campionato di Allsvenskan 2023, che ha visto l'Halmstad centrare la salvezza anche grazie ai suoi 3 gol e 5 assist in 29 presenze.
Dopo essersi dichiarato pronto per un trasferimento altrove ed essere stato cercato da alcuni club svedesi e stranieri, nel gennaio 2024 è stato ceduto ai tedeschi del St. Pauli, che in quel momento occupavano la vetta della 2. Fußball-Bundesliga 2023-2024.